# 薩莫拉 (厄瓜多爾)
薩莫拉（西班牙語：Zamora）是厄瓜多爾的城鎮，也是薩莫拉-欽奇佩省的首府，位於該國東南部，距離首都基多695公里，始建於1549年10月4日，海拔高度970米，2010年人口12,386。
4°03′54″S 78°57′04″W / 4.065°S 78.951°W